# Olation
L'olation est une des deux réactions, avec l'oxolation, conduisant à la formation de polyoxométallates (POM), à la base des synthèses d'(oxyhydr)oxydes métalliques solides à partir d'ions métalliques en solution aqueuse, notamment en chimie douce.
Il s'agit d'une réaction de condensation entre deux complexes métalliques coordonnés par des ligands aqua H2O.
M représente le métal.
L représente indifféremment un ligand aqua ou hydroxo.
z représente la charge du complexe.
Lorsque le complexe formé est de charge nulle (z = 0), il peut être le « précurseur de charge nulle » nécessaire à la formation d'(oxyhydr)oxydes métalliques solides par polycondensation.
Sinon, il est possible d'obtenir des polyanions.

## Mécanisme
L'olation se fait par mécanisme dissociatif :
Étape 1 — une molécule d'eau, dont le pKa est abaissé par l'attraction électrique du métal, libère un proton (hydroxylation) :
MLn(H2O) ⟶ LnM-OH + H+.
Étape 2 — puis, une molécule d'eau liée à un autre centre métallique se détache de celui-ci (étape limitante). La vitesse de la réaction dépend de la labilité de la molécule d'eau.
MLn(H2O) ⟶ MLn + H2O.
Étape 3 — enfin, le doublet libre de l'hydroxyde formé dans l'étape 1 vient compléter la lacune créée dans l'étape 2 :
LnM-OH + MLn ⟶ LnM-OH-MLn.
Lorsque le complexe créé a une charge nulle, le mécanisme peut se poursuivre et tendre à la formation d'un gel. Dans le cas contraire, on obtient un polycation.